# Anne de Pisseleu
Anne de Pisseleu d'Heilly (1508 – 1580) là Công tước phu nhân xứ Étampes, và là một Maîtresse-en-titre của vua François I của Pháp. Bà trở thành tình nhân của François I vào thời điểm ông trở về sau khi bị giam cầm vào năm 1526. Anne đã mang lại sự giàu có cho gia đình và bạn bè mình thông qua ảnh hưởng bản thân tại triều đình Pháp. Bà có nhiều ảnh hưởng đến mức gần như toàn quyền thống trị tại triều đình và thực hiện nhiều kế hoạch để tăng cường quyền lực chính trị. 
Sau khi François I qua đời, Anne bị trục xuất khỏi triều đình và bị tạm giam ngay trong lâu đài của chồng. Những năm tháng cuối đời, bà phải giữ gìn và đảm bảo tài sản gia đình. Anne cũng tham gia vào công việc quản lý đời sống của cả cháu trai và cháu gái mình. Bà qua đời năm 1580.
Việc François thừa nhận quyền lực chính trị của Anne đã khiến ông phần nào bị hạ thấp danh tiếng của mình. Anne cũng thường bị đổ lỗi khi nói về những sai sót trong phán đoán chính trị vào những năm tháng suy tàn cuối đời François. Tuy được coi là một những người phụ nữ đóng vai trò đa dạng và quan trọng trong triều đại vua Francis, nhưng bà hiếm khi được sách sử ghi lại. Bà còn bị lên án vì những hành động chính trị quyền lực thay vì đảm nhận những vai trò hạn chế hoặc phù hợp hơn dành cho tầng lớp phụ nữ đương thời.

## Làm tình nhân
Anne sinh năm 1508. Cha bà là Guillaume de Pisseleu, seigneur (lãnh chúa) của xứ Heilly, một nhà quý tộc của xứ Picardie, và mẹ là Anne Sanguin. Bà được đưa tới triều đình Pháp trước năm 1522 và trở thành thị nữ của Marie xứ Luxembourg, và sau đó là thị nữ cho Louise xứ Savoy, Nữ công tước xứ Angoulême và cũng là mẹ vua François I. François có thể bắt đầu đi lại với Anne từ lúc ông trở về sau khi bị giam cầm tại Madrid (khoảng năm 1526). Ông đã từ bỏ người tình lâu năm của mình, Françoise de Foix, để đến với Anne.
Anne được mô tả là một người phụ nữ "lanh lợi, xinh xắn, dí dỏm và có văn hóa", "xinh đẹp nhất trong số những người học thức và uyên bác nhất trong số những người xinh đẹp". Mối quan hệ bất chính giữa Anne và François I đã có được một số sự công nhận chính thức khi François bắt đầu mặc trang phục cùng màu với Anne. Anne trở thành nữ quan phục vụ cho vị tân vương hậu, Leonor của Castilla, và sau đó là bảo mẫu cho hai cô con gái của nhà vua. Bà bắt đầu sử dụng tầm ảnh hưởng của mình với François I để nâng cao vị thế và làm giàu cho gia đình mình. Anh trai bà, Adrien sieur d'Heilly, được phong làm đội trưởng quân đoàn Picard. Trong khi đó người chú của bà là Antoine Sanguin đã được phong làm Giám mục Orléans năm 1533 và hồng y năm 1539; còn ba người anh em còn lại của bà cũng được phong làm giám mục. Năm 1534, François gả bà cho Jean IV de Brosse, rồi phong Jean làm Công tước xứ Étampes.

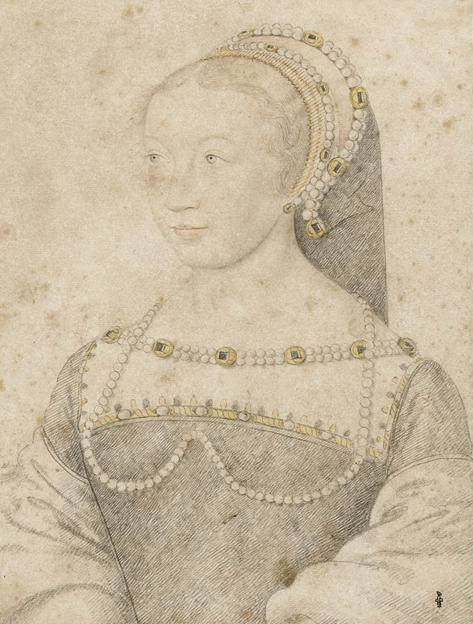
Bản phác thảo vẽ chân dung Anne của François Clouet.

## Ảnh hưởng tại triều đình
Với sự sụp đổ chính trị của vị Công tước Montmorency vào năm 1540, Anne đã trở thành người có toàn quyền tại triều đình. Những người muốn được hoàng gia ưu ái đã tìm đến bà, giúp cho Anne có được sự thống trị các trọng trách trong triều đình. Các nhà ngoại giao nước ngoài nhanh chóng biết rằng họ phải có được sự ưu ái của Anne thì kế hoạch của họ mới có cơ hội thành công. Khi có được ảnh hưởng như vậy, bà đã thế chỗ cả vương hậu tại triều đình. Anne sau đó đã thể hiện ảnh hưởng chính trị của mình bằng cách để Đô đốc Chabot được thả và trở lại triều đình, đồng thời gả em gái Louise cho cháu trai của Chabot trong công cuộc gây được sự ảnh hưởng này.
Bất chấp khả năng của mình, Anne vẫn có bản chất hay lung lay và không kiên định. Năm 1545, bà cố gắng làm mất uy tín của Đô đốc d'Annebault, mặc dù ông ta nợ Anne mới tiến tới địa vị đó. Khi mưu đồ của bà bị tổng giám mục Tournon ngăn cản, Anne đã cố kết tội ông không trung thực.
Ảnh hưởng của Anne đặc biệt là trong những năm cuối triều đại của François I vẫn không ngừng tăng lên và tiếp tục phát triển. Là một tín đồ theo đạo Tin lành, bà đã tư vấn cho nhà vua về sự khoan dung đối với người Huguenot. Đến tháng 10 năm 1546, Anne cùng với Hồng y du Bellay đã gây sức ép buộc nhà vua phải đoạn tuyệt với Rôma. Do ảnh hưởng của bà, François đã tham dự nhiều cuộc họp hội đồng hơn, và theo một sứ thần của triều đình, Anne là "người nắm quyền lực trên thực tế trong hội đồng kín và riêng tư nhất của nhà vua". 
Nhờ thành công trong việc mang lại hòa bình giữa François I và Charles tại Crepy vào năm 1544, Anne đã thuyết phục François rằng con trai của ông là hoàng tử Henri, Dauphin nước Pháp và Diane de Poitiers đang có mưu kế phục hồi Montmorency tại triều đình. François khi biết được tin đã trục xuất Diane khỏi triều đình. Đáp lại, Henri và những người ủng hộ ông đã lui đến lâu đài Anet khiến cho vua và hoàng tử không thể hòa giải đến năm 1545.

## Mất quyền lực

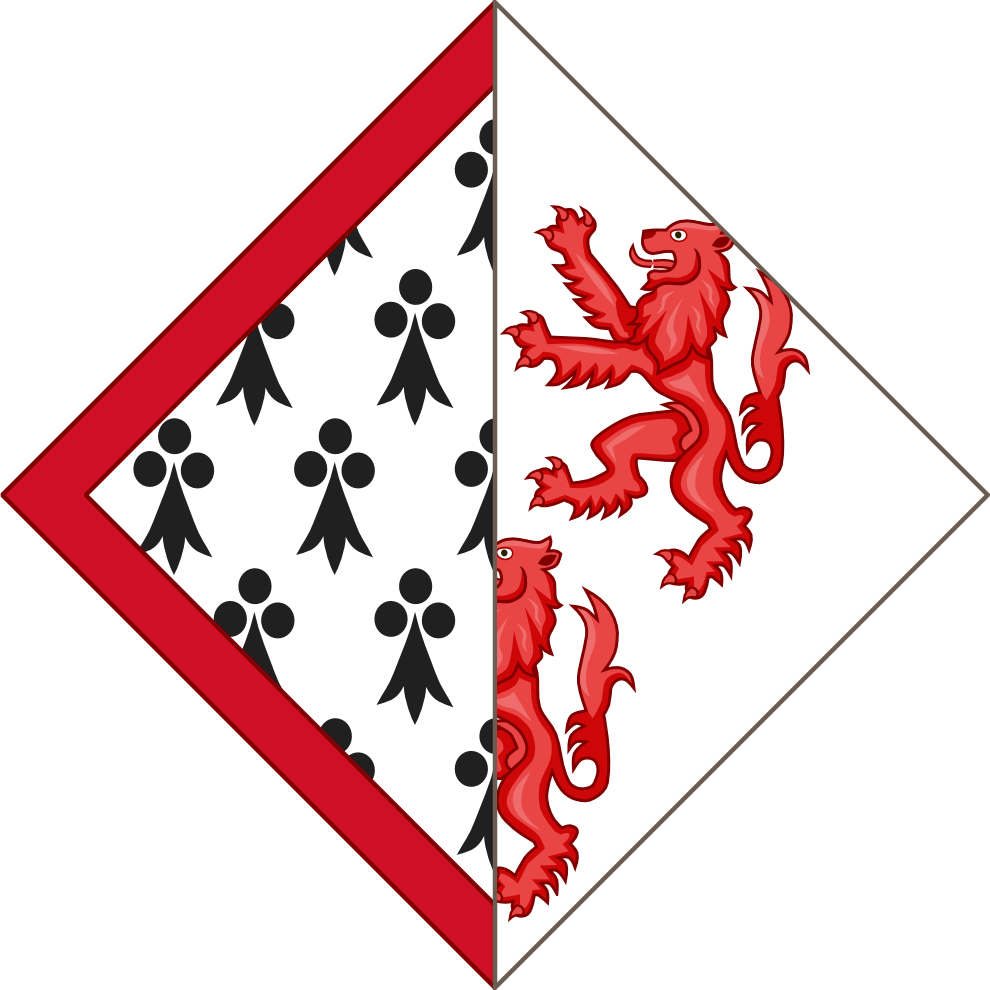
Phù hiệu của Anne

Mặc dù có ảnh hưởng tại triều đình của François I, song Anne cũng phải đối mặt với nhiều thế lực thù địch: Vương tử Henri, tình nhân của ông là Diane de Poitiers, cũng như Anne xứ Montmorency. Sau khi vua qua đời vào tháng 3 năm 1547, Henri lên ngôi, còn Anne bị tịch thu tài sản cũng như bị Diane de Poitiers thế chỗ. Đến năm 1548, Anne đối mặt với nguy cơ bị xét xử với tội danh tà giáo. Cuối cùng, Henri đã chọn không thực hiện điều này, có thể vì lý do tôn trọng cha mình. Bên cạnh đó, chồng Anne đã buộc tội bà ăn cắp tiền lương thống đốc của ông và làm ô nhục gia đình, khiến cho Anne bị tạm giam trong lâu đài La Hardoinaye.
Tuy vậy, Anne vẫn được xem là một người phụ nữ giàu có khi bà sở hữu tài sản ở Paris và số vốn rente (tô tức) là 47.615 livre. Đến năm 1554-55, bà vẫn duy trì quyền kế vị đối với Lenoncour từ gia tộc Guise cho cháu gái Jossine de Pisseleut. Vào tháng 3 năm 1560, bà đã trao 114.000 livre cho hôn lễ của cháu gái Diane de Barbancon với Jean de Rohan, nam tước xứ Frontenay. Anne tặng 30.000 livre cho cuộc hôn nhân đầu tiên của cháu trai Jean d'Heilly, và còn đóng vai trò làm trung gian cho hôn nhân thứ hai của Jean. Bà tiếp tục tham gia vào việc quản lý đời sống các cháu trong những năm cuối đời.
Anne qua đời năm 1580, hưởng thọ khoảng 72 tuổi.

## Đánh giá
François thường được coi là vị vua Pháp thời kì Phục hưng có vai trò quan trọng và để lại ấn tượng nhất. Tuy vậy, việc thừa nhận quyền lực chính trị của Anne đã khiến ông phần nào bị hạ thấp danh tiếng. Nhưng đối với những sai sót về phán đoán chính trị trong những năm tháng suy tàn cuối đời của ông, Anne cũng nhiều lúc bị đổ lỗi. Anne được coi là một những người phụ nữ đóng vai trò đa dạng và quan trọng trong triều đại vua François, nhưng vốn hiếm khi được sách sử ghi lại. Điều này được cho là do bà bị lên án vì những hành động chính trị quyền lực, thay vì đảm nhận những vai trò hạn chế hoặc phù hợp hơn dành cho tầng lớp phụ nữ đương thời.